# Житлово-комунальне господарство Хмельницької області

## Загальна характеристика
(станом на 01 січня 2009 року)

### Житловий фонд області
Житловий фонд області становить 32 млн кв. м загальної площі, у тому числі приватний — 28,3 млн кв. м (88,4 %).

### Каналізаційні мережі та споруди
Каналізаційні мережі
| Назва каналізаційної мережі                  | Розташування    | Довжина мережі, км | Стан               | Обслуговує кільк. будинків, шт. | Обслуговує кільк. населення, тис. |
| -------------------------------------------- | --------------- | ------------------ | ------------------ | ------------------------------- | --------------------------------- |
| Ізяславські центральні мережі водовідведення | м. Ізяслав      | 22,7               | задовільний        | 2500                            | 9,2                               |
| Волочиські каналізаційні мережі              | м. Волочиськ    | 54,8               | задовільний        | 220                             | 1045                              |
| Головний колектор м. Хмельницький            | м. Хмельницький | 57,4               | зношеність, 48,7 % |                                 |                                   |
| Городоцька каналізаційна мережа              | м. Городок      | 24                 | задовільний        | 56                              | 4418                              |

Очисні споруди
| Назва очисної споруди      | Розташування                   | Стан        | Обслуговує кількість будинків, шт. | Обслуговує кількість населення, тис. |
| -------------------------- | ------------------------------ | ----------- | ---------------------------------- | ------------------------------------ |
| Ізяславські очисні споруди | м. Ізяслав                     | задовільний | 2500                               | 9,2                                  |
| Волочиські очисні споруди  | м. Волочиськ, вул. Копачівська | задовільний | 220                                | 1045                                 |
| Городоцькі очисні споруди  | м. Городок                     | аварійний   | 56                                 | 4418                                 |
| Деражнянська ШБО           | м. Деражня                     | задовільний | 15                                 | 2860                                 |
| Кам'янець-Подільська КОС   | Кам'янець-Подільський р-н      | задовільний | 67078                              |                                      |

### Теплопостачання
ТЕЦ
| Назва ТЕЦ                            | Розташування                                    | Стан        | Обслуговує кількість будинків, шт. | Обслуговує населення, тис.осіб | Примітка                      |
| ------------------------------------ | ----------------------------------------------- | ----------- | ---------------------------------- | ------------------------------ | ----------------------------- |
| Кам'янець-Подільська ТЕЦ             | м. Кам'янець-Подільський, вул. Івана Франка, 42 | задовільний | 241                                | 27135                          | обладнання потребує заміни    |
| ТЕЦ ВАТ «Шепетівський цукрокомбінат» | м. Шепетівка, вул. Ст. Костянтинівське шосе, 31 | задовільний |                                    |                                | Житлові будинки не обслуговує |
| ТЕЦ Теофіпольського цукрового заводу | Смт Теофіполь вул. Жовтнева                     | задовільний | 55                                 | 3,5                            |                               |